# Joachim Zeller (Politiker)

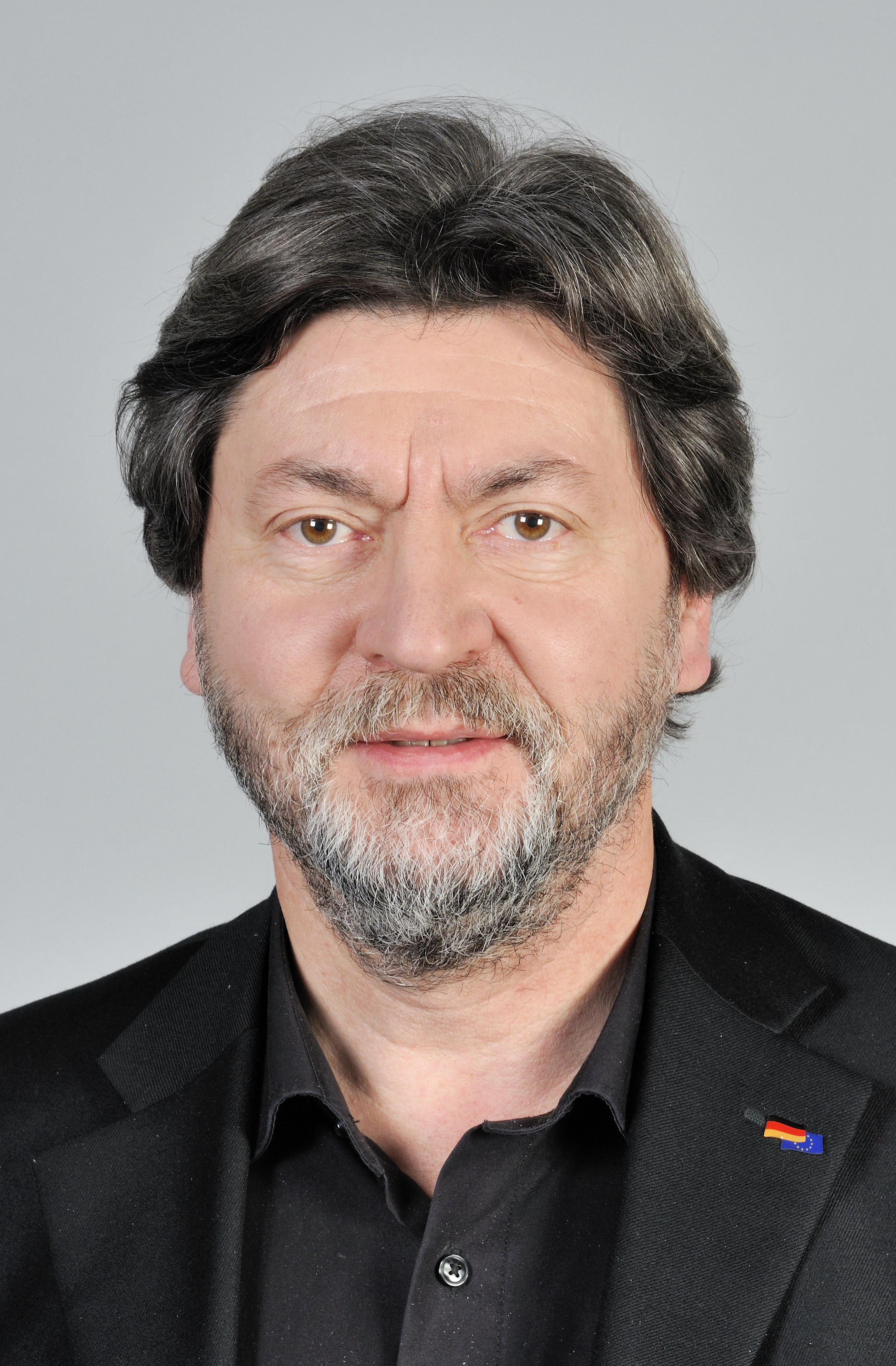
Joachim Zeller, 2014

Joachim Zeller (* 1. Juli 1952 in Oppeln, Polen; † 2. März 2023 in Berlin) war ein deutscher Politiker (CDU) und Sprachwissenschaftler (Slawistik). Er war von 1992 bis 2009 Bezirksstadtrat im Berliner Bezirk Mitte und zusätzlich von 1996 bis 2006 Bezirksbürgermeister. Von 2003 bis 2005 war er Landesvorsitzender der CDU Berlin und von 2009 bis 2019 Mitglied des Europäischen Parlaments.

## Werdegang
Zeller wurde im oberschlesischen Oppeln geboren und studierte an der Humboldt-Universität zu Berlin sowie an der Jagiellonen-Universität in Krakau Slawistik und schloss sein Studium als Diplom-Sprachmittler ab.
Von 1977 bis 1992 war er Wissenschaftlicher Mitarbeiter an der Universitätsbibliothek der Humboldt-Universität.

## Politik
Zeller war seit 1990 Mitglied der CDU Berlin und von 1990 bis 1999 Vorsitzender des Kreisverbands Mitte. Zudem gehörte er ab 1991 dem Landesvorstand der CDU Berlin an.
1996 wurde Zeller durch den Landesparteitag zum stellvertretenden Landesvorsitzenden gewählt, ehe er 2003, als Nachfolger von Christoph Stölzl, selbst Vorsitzender wurde. 2005 gab er sein Amt an Ingo Schmitt ab und wechselte bis 2009 erneut auf den Posten des stellvertretenden Landesvorsitzenden.
Nachdem Schmitt überraschend zurückgetreten war, übernahm Zeller 2008 den Landesvorsitz für kurze Zeit erneut kommissarisch, bis schließlich Frank Henkel zum Vorsitzenden gewählt wurde.
Von 2009 bis 2011 war Zeller Vorsitzender des Ortsverbandes Bernauer Straße. Zuletzt gehörte er dem Ortsvorstand als kooptiertes Vorstandsmitglied an.
Während seiner Zeit als Mitglied des Europäischen Parlaments gehörte er dem Berliner CDU-Landesvorstand als beratendes Mitglied an.

### Bezirksstadtrat und Bezirksbürgermeister (1992–2009)
Seit 1990 war Zeller Mitglied der Bezirksverordnetenversammlung von Berlin-Mitte, ehe er 1992 erstmals zum Bezirksstadtrat gewählt wurde. Er übernahm zunächst die Ressorts Umwelt und Gesundheit.
Im Februar 1996 wurde Zeller als Nachfolger von Gerhard Keil zum Bezirksbürgermeister gewählt. Dieses Amt behielt er auch nach der Bezirksreform 2001.
Nach den Berliner Wahlen übernahm er ab dem 26. Oktober 2006 das Amt des Bezirksstadtrats für Wirtschaft, Immobilien und Ordnungsamt und wurde zudem stellvertretender Bezirksbürgermeister. Neuer Bürgermeister wurde der SPD-Politiker Christian Hanke.

### Europäisches Parlament (2009–2019)
Im November 2008 wurde Zeller zum Berliner CDU-Spitzenkandidat für die Europawahl 2009 gewählt. Er setzte sich gegen den ehemaligen Staatssekretär im Bundesverteidigungsministerium Friedbert Pflüger durch.
Zeller wurde schließlich 2009 in das Europäische Parlament gewählt und gehörte dort der Fraktion der Europäischen Volkspartei an. Seit März 2010 war er auch Vertreter der CDU/EVP im Vorstand der überparteilichen Europa-Union Parlamentariergruppe Europäisches Parlament.
Bei den Wahlen 2014 wurde Zeller erneut in das Europäische Parlament gewählt und gehörte in der 8. Legislaturperiode dem Ausschuss für regionale Entwicklung als stellvertretender Vorsitzender an. Zudem war er Mitglied im Haushaltskontrollausschuss, im Entwicklungsausschuss, in der Delegation im Ausschuss für parlamentarische Kooperation EU-Russland und der Delegation in der Paritätischen Parlamentarischen Versammlung AKP-EU (Afrika-Karibik-Pazifik).
Darüber hinaus gehörte er dem Unterausschuss für Menschenrechte sowie den Delegationen für parlamentarische Kooperation EU-Kasachstan, EU-Kirgistan und EU-Usbekistan sowie für die Beziehungen zu Tadschikistan, Turkmenistan und der Mongolei als stellvertretendes Mitglied an.
Bei der Europawahl 2019 trat Zeller auf eigenen Wunsch nicht mehr an. Zur neuen Spitzenkandidatin der CDU Berlin wählte die Landesvertreterversammlung am 10. November 2018 Hildegard Bentele, die am Wahltag auch ein Mandat errang.
Zeller schied mit der konstituierenden Sitzung des 9. Europäischen Parlaments am 2. Juli 2019 als Abgeordneter aus.

### Politische Positionen
Als einer von 28 Abgeordneten des Parlaments wandte sich Zeller am 18. April 2012 (gegen eine Mehrheit von 580 Ja-Stimmen bei 74 Enthaltungen) gegen eine Resolution, die eine gesetzliche Grundlage zur Überwachung von Internet-Zensur durch autokratische Regimes und EU-Exportregelungen für Technologien, die der Internet-Zensur dienen, forderte.
Als einer von nur zwei deutschen Abgeordneten stimmte Zeller in den vergangenen Jahren im Europaparlament stets gegen die Rechte von Lesben, Schwulen, Bisexuellen und Transgender (LSBTTIQ-Rechte). Er lehnte die „Resolution on joining a UN call for safeguarding the human rights of LGBT people in the world“ ab, ebenso wie den „Report on fundamental rights in the EU, including LGBT rights“, den „Report on Human rights in the world 2013“, die „Resolution on the EU Citizenship Report 2010: Dismantling the obstacles to EU citizens’ rights“, die „Resolution on homophobia in Europe“ und den „Report on EU Roadmap against homophobia and discrimination on grounds of sexual orientation and gender identity“.

## Privates
Joachim Zeller war seit 2011 verwitwet und hatte mit seiner Frau vier Kinder. Er starb am 2. März 2023 im Alter von 70 Jahren.